# Куврел
Куврел (фр. Couvrelles) насеље је и општина у североисточној Француској у региону Пикардија, у департману Ен (Пикардија) која припада префектури Соасон.
По подацима из 2011. године у општини је живело 191 становника, а густина насељености је износила 25,47 становника/km². Општина се простире на површини од 7,5 km². Налази се на средњој надморској висини од 75 метара (максималној 171 m, а минималној 51 m).

## Демографија
| 1962. | 1968. | 1975. | 1982. | 1990. | 1999. | 2011. |
| ----- | ----- | ----- | ----- | ----- | ----- | ----- |
| 166   | 180   | 161   | 180   | 170   | 190   | 191   |

График промене броја становника у току последњих година